# Sicilia centrale
La Sicilia centrale è un macro-territorio storico e geografico dell'entroterra siciliano, geograficamente definito dalla presenza dei monti Erei e dei Nebrodi. In questo ricadono la totalità dei comuni del Libero consorzio comunale di Enna, la maggior parte dei comuni del Libero consorzio comunale di Caltanissetta (escludendo l'area gelese), e parzialmente alcuni comuni sparsi tra il Libero consorzio comunale di Agrigento e le città metropolitane di Catania, Messina e Palermo.

## Geografia fisica

### Territorio
L'identificazione geografica della Sicilia centrale è definita dalle due catene montuose dei monti Erei e dei Nebrodi, dal comune bacino idrografico, la comune origine geologica e dalla posizione più o meno centrale all'interno dell'entroterra siciliano.
Oltre all'intera provincia di Enna e la maggior parte di quella di Caltanissetta, possono essere compresi i comuni dell'ex provincia messinese ricadenti nella catena dei Nebrodi, i comuni al margine orientale della Città metropolitana di Palermo, e in parte (per motivi storici, economici, sociali e politici) i comuni più occidentali dell'ex provincia di Catania, sia del Calatino, sia del Parco dell'Etna.

### Clima
La Sicilia centrale è caratterizzata da un clima peculiarissimo, altrove riscontrabile solo in alcune aree interne della Spagna: il clima è, infatti, di tipo transitorio tra il clima steppico e il clima mediterraneo continentalizzato, ovvero un clima mediterraneo che risente meno dell'influsso del mare. Si hanno dunque estati calde ma non afose, ed inverni più rigidi rispetto alle coste ma più miti in confronto alle latitudini superiori e minori escursioni termiche rispetto alle regioni a clima tipicamente continentale. In alcuni comuni, specialmente Enna e Caltagirone, nel periodo invernale, si può assistere ad insistente fenomeno di nebbia.

## Identificazione
La Sicilia centrale si differenzia rispetto al resto della Sicilia per una serie di precise componenti geografiche. Innanzitutto, i comuni che ne fanno parte sono tutti circostanti o prossimi le province di Enna e Caltanissetta, che rappresentano il cuore geografico dell'isola.
Seppur con evidenti eccezioni (soprattutto nel caso dei comuni al di fuori dei Liberi consorzi di Enna e Caltanissetta), soprattutto nel caso dei comuni della provincia etnea (sia quelli meridionali come Caltagirone e Ramacca, sia quelli settentrionali come Adrano e Bronte), si può delineare e demarcare questa area della Sicilia non solo in base a criteri geografici, ma anche su parametri sociali, economici e storici, come la commistione di popolazioni sicule, sicane e greche, l'economia basata (almeno fino alla metà del Novecento) sull'estrazione dello zolfo e dei sali potassici e sull'agricoltura.

Vanno aggiunti anche fattori politici, come le suddivisioni amministrative e le circoscrizioni elettorali, l'Università Kore di Enna, riconosciuta come Libera università della Sicilia centrale, le radici storico-culturali e ancora la rete dei trasporti: sono due le strade statali espressamente intestate alla Sicilia centrale, vale a dire la Strada statale 117 Centrale Sicula e la Strada statale 117bis Centrale Sicula.

## Comuni della Sicilia centrale

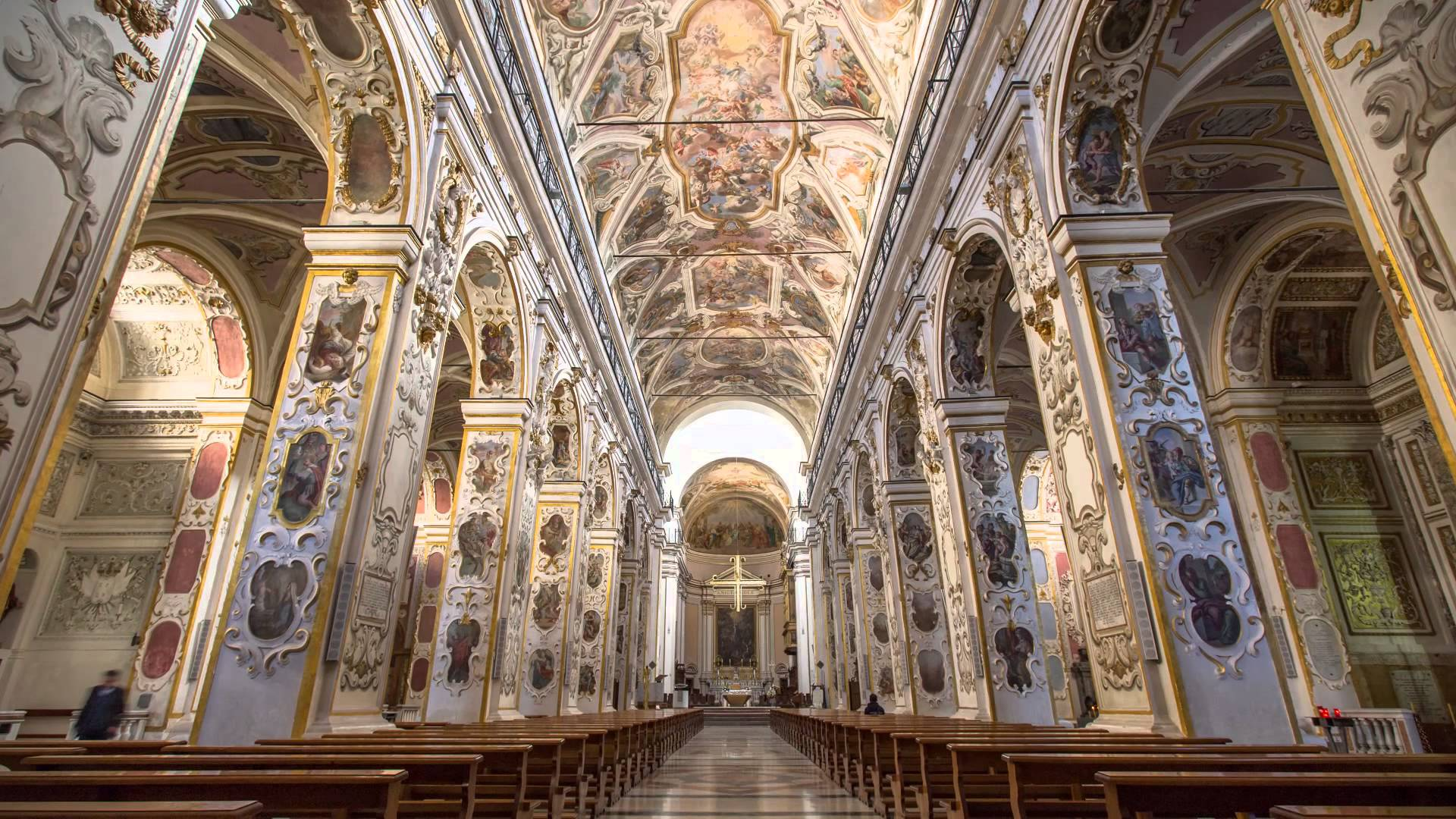
Interni di Santa Maria La Nova - Cattedrale di Caltanissetta

### Provincia di Caltanissetta

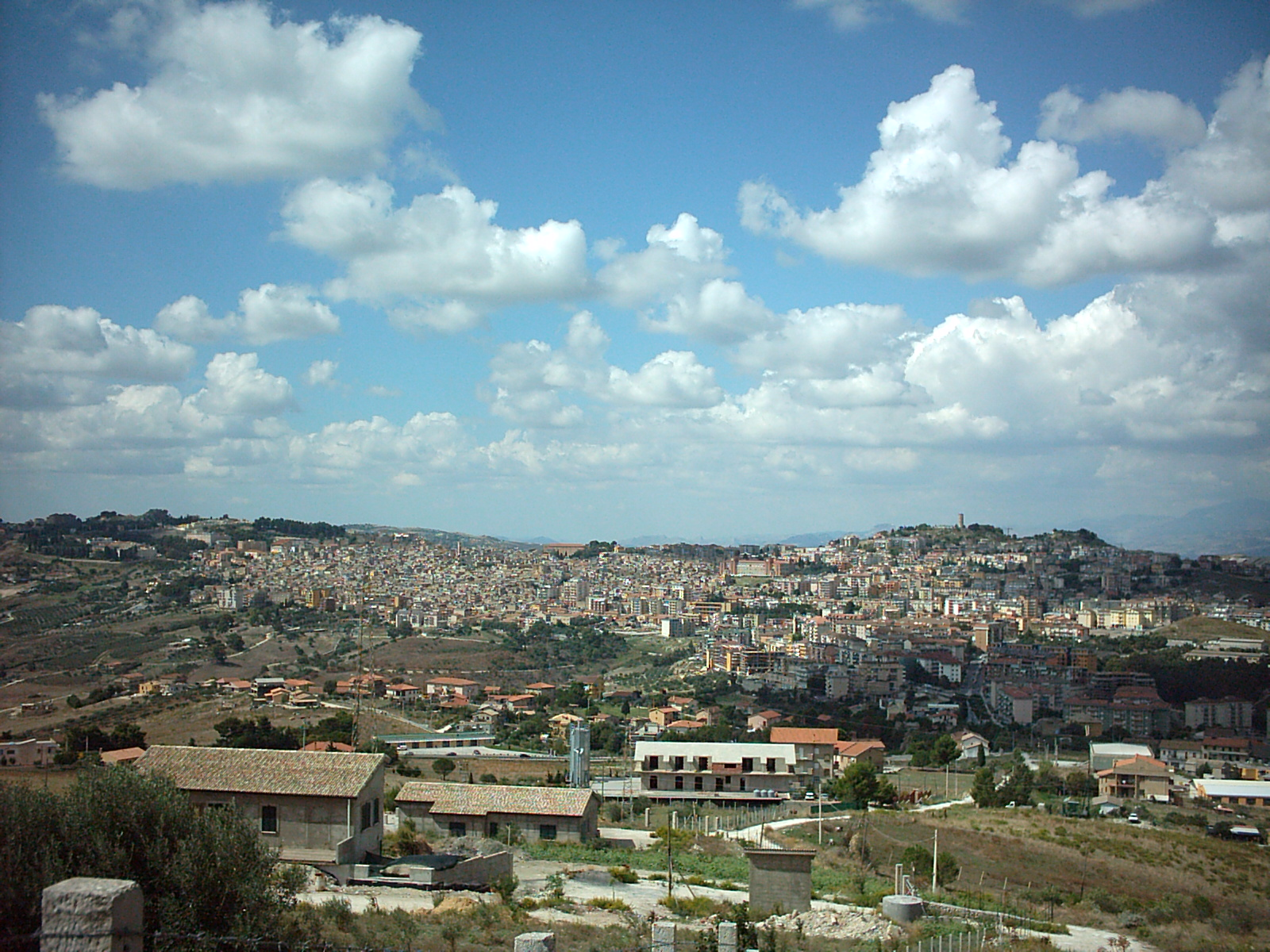
San Cataldo

Rientrano nella Sicilia centrale quasi tutti i comuni della Provincia, ad esclusione di Gela, in quanto comune costiero. Va menzionato il fatto che il comune di Niscemi è territorialmente di confine in quanto posto tra gli Erei e gli Iblei, seguente la linea dell'avanfossa Gela-Catania.
- Acquaviva Platani
- Bompensiere
- Butera
- Caltanissetta
- Campofranco
- Delia
- Marianopoli
- Mazzarino
- Milena
- Montedoro
- Mussomeli
- Resuttano
- Riesi
- San Cataldo
- Santa Caterina Villarmosa
- Serradifalco
- Sommatino
- Sutera
- Vallelunga Pratameno
- Villalba

### Provincia di Agrigento
Rientrano nella Sicilia Centrale i comuni della Provincia di Agrigento prossimi alla Provincia di Caltanissetta, ad esclusione dei comuni orientale affaccianti sul mare, come Licata e Palma di Montechiaro.
- Casteltermini
- Canicattì
- Favara
- Aragona
- Ravanusa
- Campobello di Licata
- Raffadali
- Racalmuto
- Naro
- Cammarata
- San Giovanni Gemini
- Grotte
- Castrofilippo
- Comitini
- Camastra

### Provincia di Enna

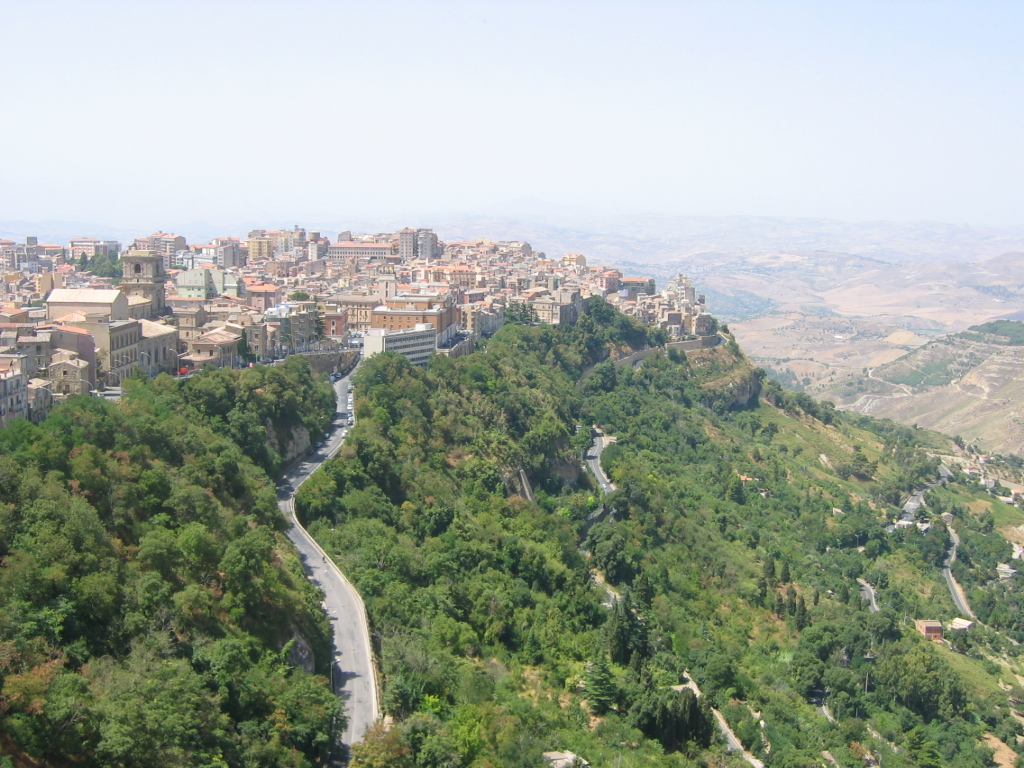
Enna

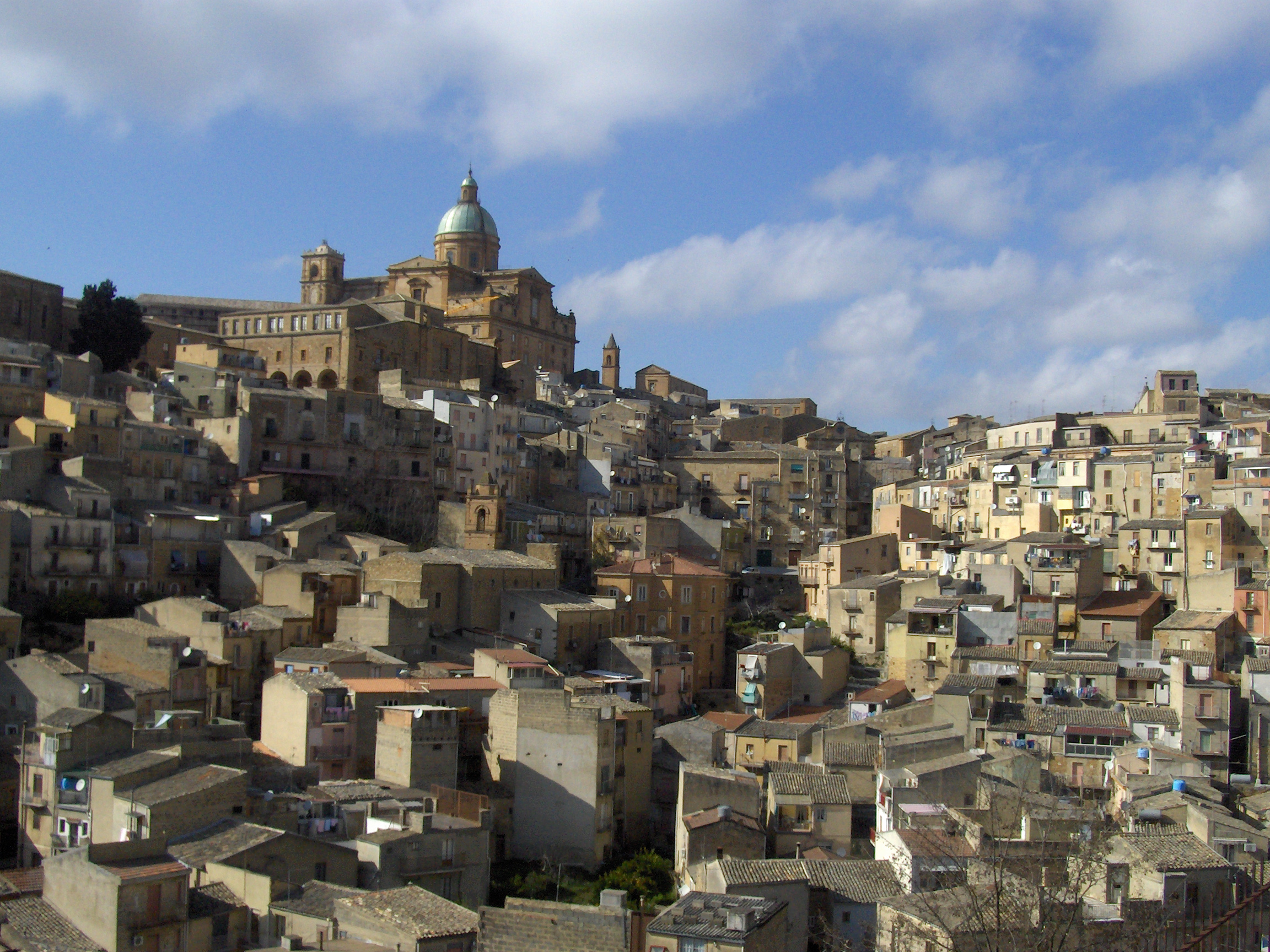
Piazza Armerina

- Enna
- Agira
- Aidone
- Assoro
- Barrafranca
- Calascibetta
- Catenanuova
- Centuripe
- Cerami
- Gagliano Castelferrato
- Leonforte
- Nicosia
- Nissoria
- Piazza Armerina
- Pietraperzia
- Regalbuto
- Sperlinga
- Troina
- Valguarnera Caropepe
- Villarosa

### Città metropolitana di Catania

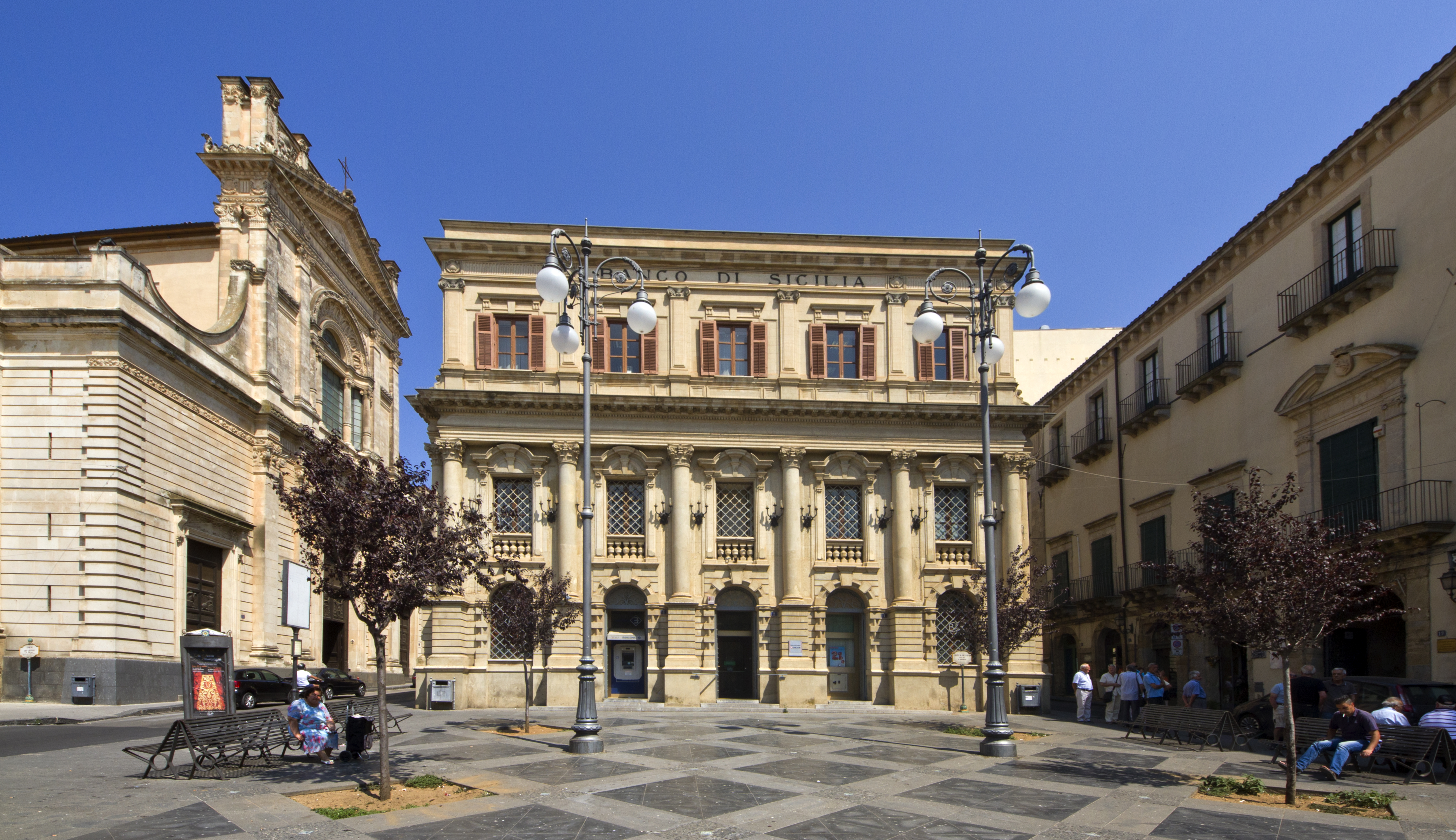
Caltagirone, centro tra i Monti Erei ed Iblei, è il comune più popoloso tra quelli non capoluogo di provincia della Sicilia centrale

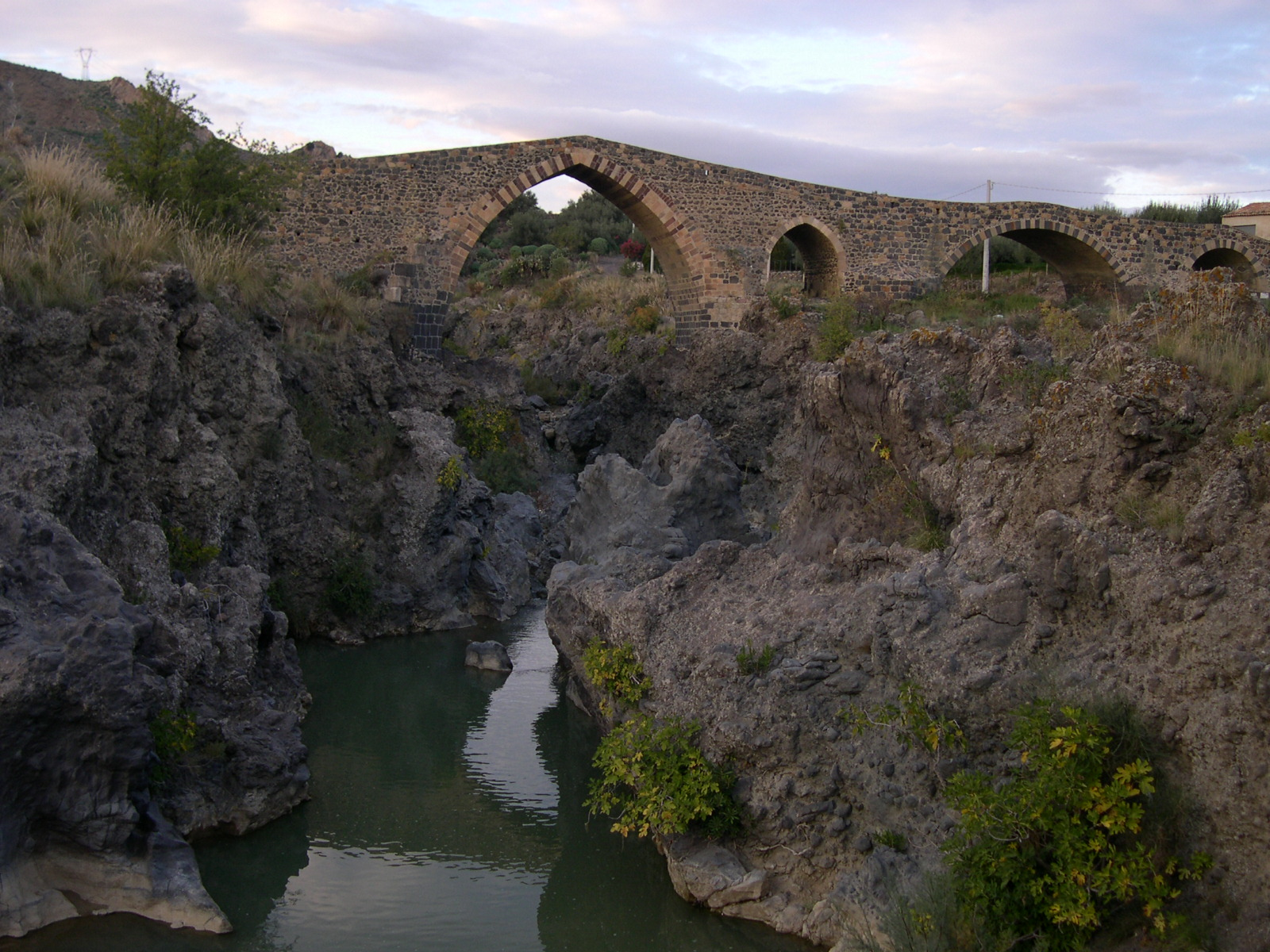
Il Ponte dei saraceni, che collega Adrano a Centuripe

Rientrano, seppur parzialmente nella Sicilia centrale, i comuni più occidentali dell'ente metropolitano etneo, sia nel versante etneo, sia i comuni meridionali poggianti sui monti Erei. Comuni come Caltagirone, Mirabella Imbaccari o San Michele di Ganzaria rientrano quasi completamente in quest'area, in virtù di elementi linguistici, storici, sociali e di logistica, invece comuni come Ramacca, Adrano e Bronte ne rientrano in via parziale per motivi geografici, politici, economici, sociali e linguistici.
- Caltagirone
- Mirabella Imbaccari
- Raddusa
- San Cono
- San Michele di Ganzaria
- Bronte
- Maniace
- Randazzo
- Adrano
- Maletto
- Castel di Iudica
- Ramacca

### Città metropolitana di Messina

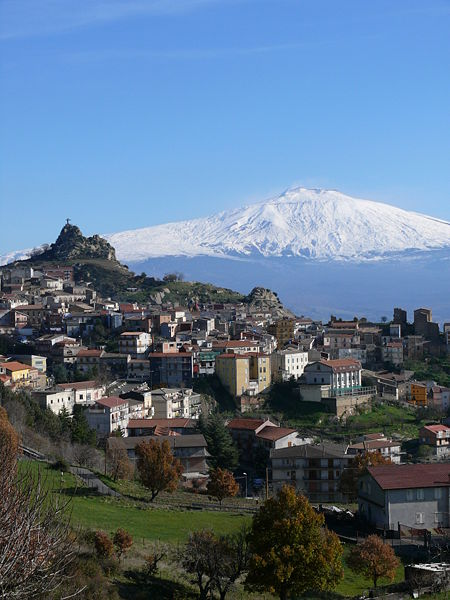
Cesarò

Rientrano nella Sicilia centrale i comuni della città metropolitana di Messina limitrofi alla provincia di Enna e Palermo, generalmente quelli posti sui Nebrodi e le Madonie.
- Capizzi
- Cesarò
- Castel di Lucio
- Mistretta
- San Teodoro

### Città metropolitana di Palermo

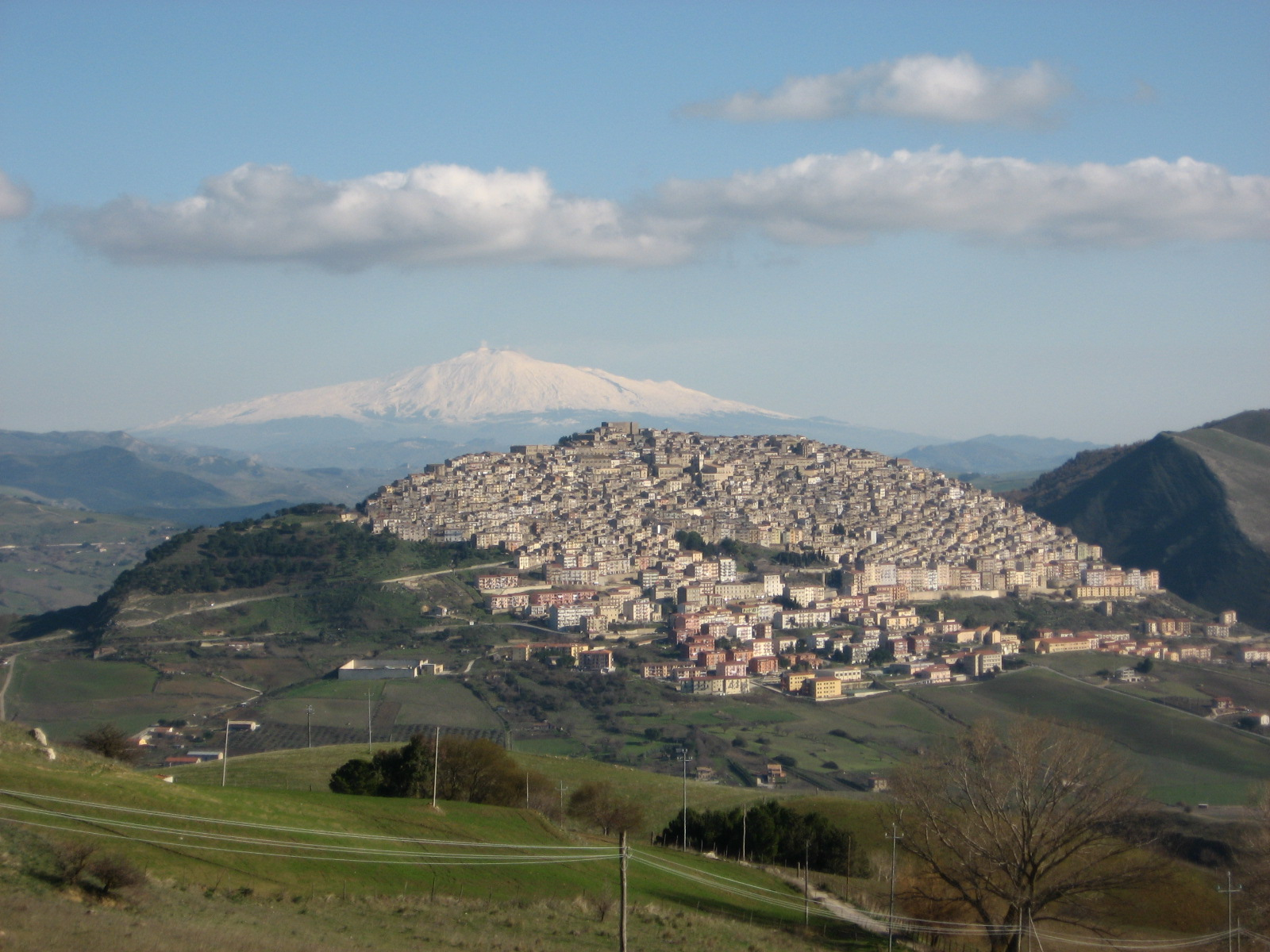
Gangi

Rientrano nella Sicilia centrale i comuni della Città Metropolitana di Palermo prossimi alle province di Enna e Caltanissetta.
- Alimena
- Bompietro
- Blufi
- Gangi
- Petralia Soprana
- Petralia Sottana
- Polizzi Generosa
- Geraci Siculo
- Castellana Sicula
- Vicari
- Lercara Friddi
- Castronovo di Sicilia
- Roccapalumba
- Alia
- Valledolmo

## Società
Nella Sicilia centrale vive meno del 10% della popolazione regionale, a fronte di una più vasta estensione territoriale. Il dato, che determina una bassa densità di popolazione, oltre tre volte inferiore a quella media della Sicilia e dell'Italia, è spiegato da una serie di fattori di natura geografica ed economica: l'assenza di sbocco sul mare costituisce un limite importante ai trasporti, non certo favoriti dalle reti esistenti, perlopiù vecchie e poco funzionali, specie nelle zone più isolate e meno abitate, presso le quali il deficit infrastrutturale è uno dei motivi per cui l'andamento demografico è prossimo allo zero, ed è negativo in molti piccoli comuni.

### Urbanizzazione
La popolazione, per questa serie di problemi di rappresentanza nelle istituzioni nazionali, risulta così accentrata nelle maggiori aree urbane quali Enna, Caltagirone, Caltanissetta, Canicattì, Adrano, Niscemi e Piazza Armerina. Attorno a queste città gravitano alcuni centri che contano delle migliaia di abitanti, mentre per il resto il tessuto demografico è a carattere prevalentemente rurale.
Di seguito si riporta la lista dei dieci comuni della Sicilia centrale per popolazione:
| Stemma | Città           | Provincia     | Popolazione (ab) | Superficie (km²) |
| ------ | --------------- | ------------- | ---------------- | ---------------- |
|        | Caltanissetta   | Caltanissetta | 62.317           | 421 km²          |
|        | Caltagirone     | Catania       | 38.220           | 383 km²          |
|        | Adrano          | Catania       | 35.767           | 83 km²           |
|        | Canicattì       | Agrigento     | 35.727           | 91 km²           |
|        | Enna            | Enna          | 27.046           | 358 km²          |
|        | Niscemi         | Caltanissetta | 26.694           | 96 km²           |
|        | San Cataldo     | Caltanissetta | 22.478           | 72 km²           |
|        | Piazza Armerina | Enna          | 21.696           | 304 km²          |
|        | Bronte          | Catania       | 18.885           | 250 km²          |
|        | Nicosia         | Enna          | 13.591           | 217 km²          |